# Анкоридж (аеропорт)
Міжнародний аеропорт «Анкоридж» імені Теда Стівенса (англ. Ted Stevens Anchorage International Airport), (IATA: ANC, ICAO: PANC) — головний аеропорт штату Аляска, США, розташований на відстані 8 км на південний захід від центру міста Анкоридж. Аеропорт названий на честь Теда Стівенса, американського сенатора з Аляски на посаді в період з 1968 по 2009 рік. Аеропорт включений до Федерального управління цивільної авіації (FAA) Національного плану інтегрованих систем аеропортів на 2017—2021 роки, в якій він класифікується як середній основний центр комерційної служби.
Аеропорт є хабом для:
- Alaska Airlines
- Ravn Alaska(інші мови)
- Atlas Air
- FedEx Express
- UPS Airlines

## Трафік пасажирообігу
Пасажирський трафік Міжнародного аеропорту Анкоридж складав п'ять мільйонів пасажирів у період з 1998 по 2008 рік, крім 2002 року, коли аеропорт зазнав скорочення трафіку на 13%. Фербанкс і Джуно - це наступні найзавантаженіші аеропорти Аляски, хоча в минулому році вони не обслуговували більше за півмільйона пасажирів. Дякуючи кліматичним показникам в Анкориджі в червні, липні та серпні, кількість пасажирів у ці місяці удвічі більша, ніж з жовтня  по квітень. Найбільші пасажирські перевізники США обслуговують аеропорт. більшість пасажирських рейсів Alaska Airlines - це рейси до Сіетла (в середньому 20 рейсів на день) та до Фербанксу (5-7 рейсів на день).
Анкоридж також планується з'єднати авіарейсами з російським Далеким Сходом. Під час літнього сезону 2008 року авіакомпанія Vladivostok Air обслуговувала щотижневий рейс до Росії. Yakutia Airlines відновила літній сезонний сервіс в Росію в 2012 році.
Як свідчать облікові записи FAA, у 2008 році аеропорт обслужив 2 599 313 пасажирів 2,282,666 в 2009 році і 2,342,310 в 2010 році.

## Міжнародний вантажний вузол
Міжнародний аеропорт Анкоридж також є основним вантажним центром. Станом на 2015 рік він посідає четверте місце у світі за вантажними перевезеннями після Гонконгу, Мемфіса та Шанхай-Пудун.
FedEx Express та UPS Airlines експлуатуйте великі вузли в аеропорт для перевезення вантажів на Далекий Схід і з нього. NWA Cargo мали головний хаб в аеропорту до 28 грудня 2009 року, коли вони перестали працювати в аеропорту. FedEx Express - найбільший вантажний перевізник аеропорту і здатний обслуговувати до 13 400 товарів на годину, на яких працює більше 1200 чоловік, і забезпечує повну систему митного оформлення. United Parcel Service обслуговує близько 5000 посилок на годину. Обидві компанії прогнозують значне збільшення обсягу перевезень протягом найближчих кількох років, оскільки торгівля з Китаєм та іншими країнами Далекого Сходу зростає та планує розширити свої можливості в Анкориджі.[джерело?] United States Postal Service також мають великий хав (SCF) для поштових індексів 995xx. Він обробляє пошту та посилки, що прямують до та з усіх міст Аляски.

## Обладнання

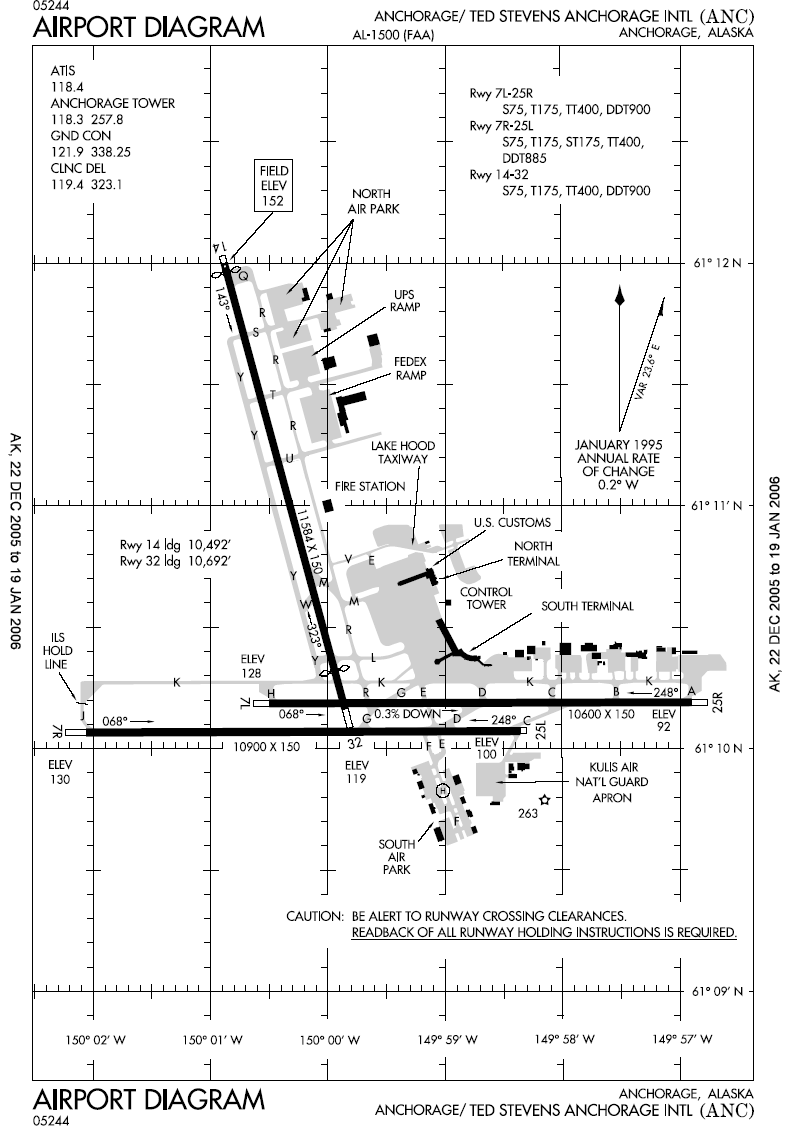
Runway layout at ANC

Міжнародний аеропорт Тед Стівенс Анкоридж охоплює площу 1865 га на висоті 46 м над рівнем моря моря. Він має три злітно-посадкових смуги та один геліпад:
| Тип                    | Назва  | Площа          | Покриття      | Примітки  |
| ---------------------- | ------ | -------------- | ------------- | --------- |
| Злітно-посадкова смуга | 7L/25R | 3,231 м x 46 м | асфальт       | будується |
| Злітно-посадкова смуга | 7R/25L | 3,780 м x 61 м | асфальтобетон |           |
| Злітно-посадкова смуга | 15/33  | 3,341 м x 46 м | асфальт       |           |
| Геліпад                |        | 30 м x 30 м    | асфальт       |           |

За 12-місячний період, що закінчився 1 грудня 2017 року, в аеропорт обслужив 261 961 літак, в середньому 718 на добу: 38% - запланована комерційна, 33% - авіація загального призначення, 29% - повітряне таксі та 1% - військові. У той час в цьому аеропорту працювало 109 літаків: 61% багатоходових, 14% вертольотів, 15% реактивних і 10% одномоторних.
Проекти FAA планують збільшити кількість операцій до 334 279 до 2030 року або 919 операцій на день.

## Термінали
Південний термінал (внутрішній) обслуговує Air Canada, Alaska Airlines, American Airlines, Condor (відправлення), Delta Air Lines, JetBlue, Sun Country та United Airlines. Всі регіональні внутрішні перевізники також використовують Південний термінал.
Південний термінал містить 3 конкорса: Конкорс A, Конкорс B і Конкорс C. Конкорс C був повністю перебудований в 2004 році, розроблений McCool Carlson Green Architects, тоді як конкорси A і B були побудовані відповідно в 1985 та 1969 роках і були відремонтовані в 2009 році. Архітектори HNTB та RIM виконали архітектурну роботу для конкорсів А і В.  Південний термінал також містить ворота L, пронумеровані L1 і L2. Ці ворота знаходяться поза охороною на нижньому рівні та прилягають до конкорсу A.
Північний термінал (міжнародний), розроблений компанією McCool Carlson Green Architects, обслуговує Condor, Japan Airlines, Korean Air, Icelandair, Yakutia Airlines, усі міжнародні сезонні, чартерні рейси та військові польоти. На додаток до цих авіакомпаній, кілька вантажних авіакомпаній використовують північну сторону терміналу для стоянки, а їхні літаки маючи невеликі проблеми, потребують технічного обслуговування на один день. Цей термінал був побудований в 1982 році.

## Авіалінії та напрямки, квітень 2021

### Пасажирські
| Авіакомпанія         | Пункт призначення |
| -------------------- | --- |
| Air Canada           | Сезонно: Ванкувер |
| Alaska Airlines      | Адак, Бетел, Колд-Бей, Кордова-Сміт, Дедхорс, Діллінгхем, Фербанкс, Гонолулу, Джуно, Кахулуї, Кінг-Салмон, Кадьяк, Котзебу, Лас-Вегас (з 20 травня 2021), Лос-Анджелес, Ном, Фінікс — Скай-Гарбор, Портленд, Сіетл-Такома, Уналашка, Барроу Сезонно: Чикаго-О'Хара, Денвер (з 17 червня 2021), Кайла-Кона, Ліхуе, Міннеаполіс/Сент-Пол (з 19 червня 2021), Сан-Франциско (з 17 червня 2021) |
| Allegiant Air        | Сезонно: Беллінгем |
| American Airlines    | Сезонно: Чикаго-О'Хара, Даллас — Форт-Верт, Фінікс — Скай-Гарбор (з 6 травня 2021) |
| Condor Airlines      | Сезонно: Франкфурт-на-Майні |
| Delta Air Lines      | Міннеаполіс-Сент-Пол, Солт-Лейк-Сіті, Сіетл-Такома Сезонно: Атланта, Детройт (з 28 травня 2021),Лос-Анджелес (з 28 травня 2021), New York–JFK (з 28 травня 2021) |
| Eastern Airlines     | New York–JFK (з 28 травня 2021) |
| Eurowings Discover   | Сезонно: Франкфурт (з 3 червня 2021) |
| Grant Aviation       | Кенай |
| Ravn Alaska          | Аніак, Колд-Бей, Фербанкс, Гомер, Кенай, Санд-Поїнт, Сент-Пол-Айленд, Аналакліт, Валдез Сезонно: Діллінгем, Кінг-Салмон |
| Reeve Air Alaska     | Гулкана, Макграт |
| Ryan Air             | Аніак, Аналакліт |
| Sun Country Airlines | Сезонно: Міннеаполіс-Сент-Пол |
| United Airlines      | Денвер Сезонний: Чикаго-О'Хара, Фербанкс, Х'юстон-Інтерконтінентал, Ньюарк, Сан-Франциско |
| Yakutia Airlines     | Сезонно: Петропавловськ-Камчатський |

### Вантажні[17]
| Авіакомпанія             | Пункт призначення |
| ------------------------ | --- |
| AirBridgeCargo           | Amsterdam, Chicago–O'Hare, Los Angeles, Міжнародний аеропорт «Шереметьєво», Shanghai–Pudong, Х'юстон-Інтерконтінентал |
| Air China Cargo          | Beijing–Capital, Chicago–O'Hare, Dallas/Fort Worth, Shanghai–Pudong |
| Alaska Air Group         | Adak, Bethel, Cordova, Deadhorse, Dillingham, Juneau, Kodiak, Kotzebue, Nome, Seattle/Tacoma |
| Alaska Central Express   | Aniak, Bethel, Cold Bay, Cordova, Dillingham, Dutch Harbor/Unalaska, Iliamna, Juneau, King Salmon, Kodiak, Port Heiden, Sand Point, Sitka, St. George, St. Paul                                                          |
| Asiana Airlines          | Atlanta, Los Angeles, Miami, New York–JFK, Seoul–Incheon |
| Cargolux                 | Hong Kong, Los Angeles, New York–JFK |
| Cathay Pacific           | Atlanta, Chicago–O'Hare, Columbus–Rickenbacker, Dallas/Fort Worth, Guadalajara, Hong Kong, Х'юстон-Інтерконтінентал, Los Angeles, Mexico City, Miami, New York–JFK, San Francisco, Міжнародний аеропорт «Торонто-Пірсон» |
| China Airlines           | Atlanta, Chicago–O'Hare, Dallas/Fort Worth, Х'юстон-Інтерконтінентал, Osaka–Kansai, Los Angeles, Miami, New York–JFK, San Francisco, Тайвань-Таоюань                                                                     |
| China Cargo Airlines     | Atlanta, Chicago–O'Hare, Shanghai–Pudong |
| China Southern Cargo     | Chicago–O'Hare, Shanghai–Pudong, Zhengzhou |
| DHL Aviation             | Charleston (SC), Chicago–O'Hare, Cincinnati, Hong Kong, Huntsville, Los Angeles, Miami, Nagoya–Centrair, New York–JFK, Osaka–Kansai, Seoul–Incheon, Shanghai–Pudong, Singapore, Tokyo–Narita                             |
| EVA Air                  | Atlanta, Chicago–O'Hare, Dallas/Fort Worth, Los Angeles, New York–JFK, Osaka–Kansai, San Francisco, Seattle/Tacoma, Тайвань-Таоюань                                                                                      |
| Everts Air Cargo         | Bethel, Dillingham, Emmonak, Galena, King Salmon, Kotzebue, Nome |
| FedEx Express            | Guam, Guangzhou, Hong Kong, Індіанаполіс, Мемфіс, Newark, Oakland, Osaka–Kansai, Тайвань-Таоюань, Tokyo–Narita |
| FedEx Express            | Fairbanks, Homer, Juneau, Kenai, Kodiak, Sitka |
| Korean Air               | Chicago–O'Hare, Dallas/Fort Worth, Guadalajara, Miami, New York–JFK, Seoul–Incheon, Toronto–Pearson |
| Lynden Air Cargo         | Bethel, Kotzebue, Nome |
| National Airlines        | Fairfield, Fussa, Los Angeles, Nagoya–Centrair, Shanghai–Pudong, Tulsa |
| Nippon Cargo Airlines    | Chicago–O'Hare, Dallas/Fort Worth, New York–JFK, Tokyo–Narita |
| Northern Air Cargo       | Bethel, Dillingham |
| Qantas Freight           | Chicago–O'Hare, New York–JFK, Shanghai–Pudong |
| Singapore Airlines Cargo | Cincinnati, Dallas/Fort Worth, Hong Kong, Los Angeles, Nanjing, Singapore, Xiamen |
| Ravn Alaska              | Aniak, Fairbanks, Homer, Kenai, Kodiak, St Mary's, Valdez |
| TransNorthern Aviation   | Kenai, Kodiak |
| UPS Airlines             | Chicago/Rockford, Hong Kong, Луїсвілл, Newark, Ontario, Osaka–Kansai, Portland (OR), Seoul–Incheon, Сіетл-Боінг, Shanghai–Pudong, Тайвань-Таоюань                                                                        |

## Статистика
| Перевізник | Пасажири          |
| ---------- | ----------------- |
| Alaska     | 2,838,000(57.16%) |
| Delta      | 681,000(13.71%)   |
| Era        | 408,000(8.21%)    |
| Horizon    | 336,000(6.76%)    |
| United     | 263,000(5.30%)    |
| Інші       | 440,000(8.86%)    |

### Найпопулярніші напрямки
| Місце | Місто                | Аеропорт                                    | Пасажири | Перевізники                         |
| ----- | -------------------- | ------------------------------------------- | -------- | ----------------------------------- |
| 1     | Сіетл-Такома         | Міжнародний аеропорт Сіетл — Такома         | 999,830  | Alaska, Delta, JetBlue, Sun Country |
| 2     | Фербанкс             | Міжнародний аеропорт Фербанкс               | 207,480  | Alaska, Ravn Alaska                 |
| 3     | Портленд             | Міжнародний аеропорт Портленда              | 143,590  | Alaska, JetBlue                     |
| 4     | Міннеаполіс-Сент-Пол | Міжнародний аеропорт Міннеаполіс — Сент-Пол | 119,830  | Delta, Sun Country                  |
| 5     | Кенай                | Муніципальний аеропорт Кенай                | 88,810   | Grant Aviation, Ravn Alaska         |
| 6     | Джуно                | Міжнародний аеропорт Джуно                  | 82,840   | Alaska                              |
| 7     | Чикаго               | Міжнародний аеропорт імені Едварда О'Хари   | 80,560   | Alaska, United                      |
| 8     | Лос-Анджелес         | Міжнародний аеропорт Лос-Анджелеса          | 72,910   | Alaska, American                    |
| 9     | Кадьяк               | Аеропорт Кадьяк                             | 72,890   | Alaska, Ravn Alaska                 |
| 10    | Бетел                | Аеропорт Бетел                              | 72,460   | Alaska, Ravn Alaska                 |